# Karl von Göb

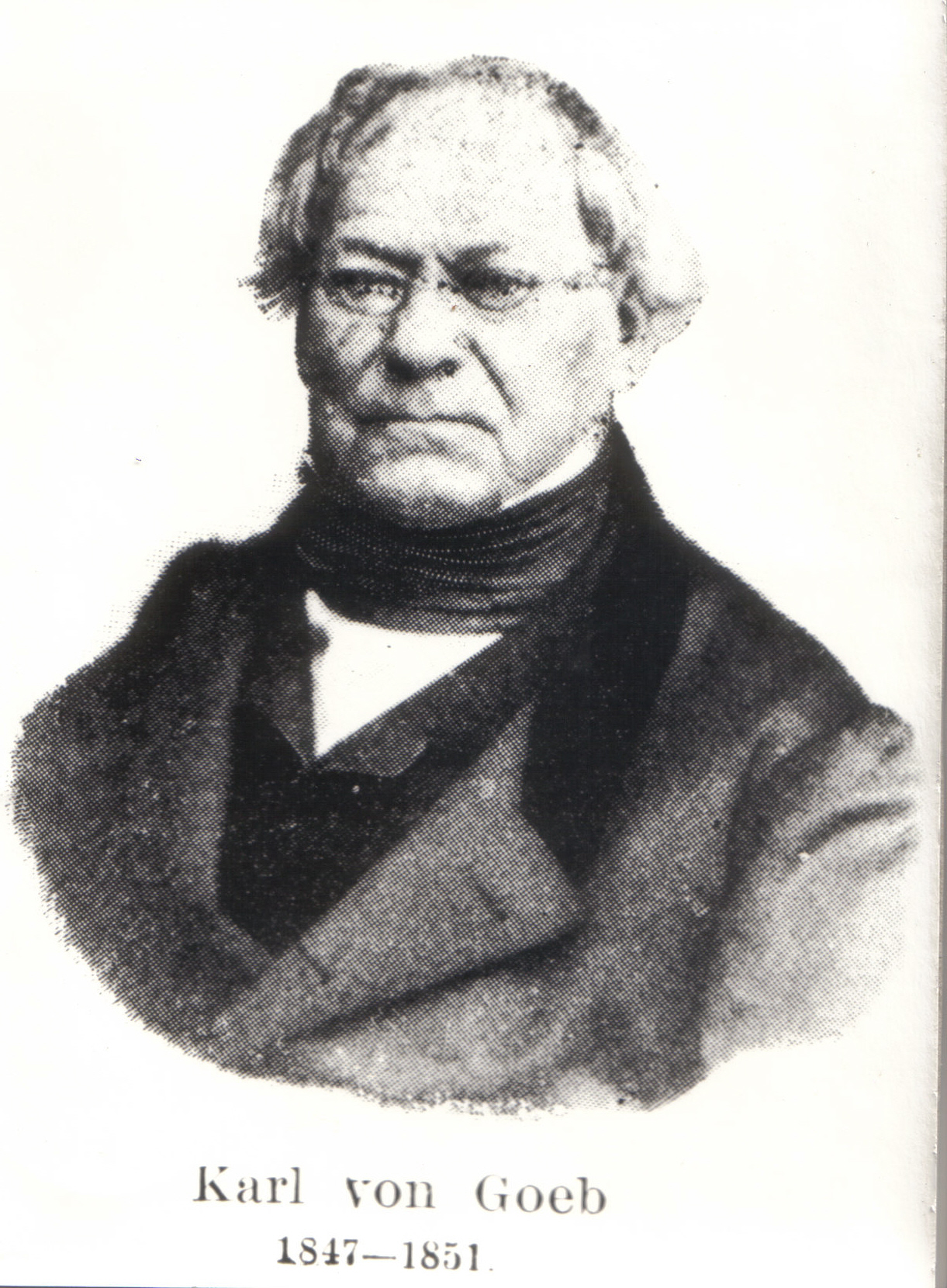
Karl von Göb

Karl Göb, ab 1847 Ritter von Göb (* 1787 in Forchheim; † 19. April 1870 in München), war Generalverwalter der Bayerischen Posten und Eisenbahnen sowie königlich bayerischer Geheimrat. 

## Leben
Göb wurde in Forchheim als Sohn des dortigen Posthalters Nikolaus Göb geboren. Am 17. September 1805 erfolgte die  Immatrikulation in Würzburg für ein Studium der Rechtswissenschaft. Er war Corpsmitglied im Corps Franconia Würzburg, Franke, später Landshuter Franke (1806). Er beteiligte sich mit mehreren anderen Franken beim Kampf gegen Napoleon. Am 20. Januar 1814 wurde er Leutnant beim freiwilligen Jägerbataillon des Isarkreises und am 24. November 1814 zum Offizial der königlichen Feldpost ernannt. Von dort wurde er am 11. April 1815 verabschiedet.
Als Beamter bei der bayerischen Postverwaltung machte Göb Karriere. 1826 wurde er Offizial in Nürnberg, 1830 Postverwalter, 1832 Postmeister, 1835 Oberpostrat und 1841 zum Generalpostadministrator ernannt.
Anfang 1847 wurde er mit dem Verdienstorden der Bayerischen Krone ausgezeichnet, wodurch er zugleich in den persönlichen, nicht vererbbaren Adel als „Ritter von Göb“ erhoben wurde. Daneben hatte er 1842 das Ritterkreuz des Österreichisch-kaiserlichen Leopold-Ordens und im Jahr darauf das Komturkreuz II. Klasse des Ordens vom Zähringer Löwen erhalten. Am 27. Mai 1847 zum Generalverwalter der bayerischen Posten und Eisenbahnen ernannt.
Zu seinen besonderen Verdiensten als Leiter des bayer. Postwesens sind zu zählen:
- die Einführung von Briefmarken in Bayern als erste deutsche Postverwaltung am 1. November 1849
- die Einführung von Bahnposten ab dem 16. Januar 1851
- die Beteiligung Bayerns an der Gründung des Deutsch-Österreichischen Postvereins am 6. April 1850

Zum 1. März 1851 wurde Göb quiesciert (= in den Ruhestand versetzt) und „als besondere Anerkennung seiner langjährigen treuen und ersprießlichen Dienstleistung der Titel eines Geheimen Rathes tax- und siegelfrei verliehen“. Sein Nachfolger im Amt der nun sogenannten „Generaldirektion der königlich Bayerischen Verkehrsanstalten“ wurde Ludwig Freiherr von Brück.
Er lebte bis zu seinem Tod weiter in München.